# Carl-Axel Valéns stiftelse
Carl-Axel Valéns stiftelse är en stiftelse med säte i Eskilstuna med syfte att stödja utbildning och/eller vidareutbildning av konstnärer och konsthantverkare verksamma i Sverige.
Siftelsen, som bildades av Carl-Axel Valén 2006, samarbetar med Eskilstuna konstmuseum. Den utdelar, förutom Carl-Erik Valéns kulturstipendium, stipendier till konstnärer som verkar inom fyra kategorier: Peter Dahls stipendium (måleri och/eller skulptur), Jordi Arkös stipendium (grafik), Åsa Bengtssons stipendium (textil) och Erik Höglunds stipendium (glas och/eller metall)

## Stipendiater i urval

### Carl-Axel Valéns kulturstipendium
- 2013 – Knutte Wester[1][2]
- 2014 – Ellen Cronholm och Leif Elggren[3]
- 2016 – Carolina Falkholt, graffitikonstnär[4][5]
- 2017 – Katrin Westman (född 1987), målare
- 2018 – Maria Nordin (född 1980), akvarellmålare
- 2019 – Joakim Ojanen (född 1985), målare och skulptör
- 2020 – Charlotte Walentin (född 1965), målare och skulptör[6]
- 2021 – Oscar Furbacken (född 1980)[7]
- 2022 – Ellen Ehk Åkesson (född 1956), konstnär[8]
- 2023 - Åsa Cederqvist (född 1975)
- 2024 - Munish Wadhia (född 1972)
- 2025 - Tova Berglund (född 1986)

### Peter Dahls stipendium
- 2010 – Frida Fjellman (född 1971), glaskonstnär
- 2011 – Astrid Sylwan
- 2012 – Cajsa von Zeipel

### Jordi Arkös stipendium
- 2010 – Alexandra Kern (född 1963), grafiker

### Erik Höglunds stipendium
- 2007 – Syvönne Pohjola (född 1965), textilkonstnär
- 2008 – Elisabeth Henriksson (född 1975), glaskonstnärer, och Paul Grähs (född 1974), keramiker och glaskonstnärer

### Åsa Bengtssons stipendium
- 2011 – Märit Runsten (född 1981), textilkonstnär